# Шкварки

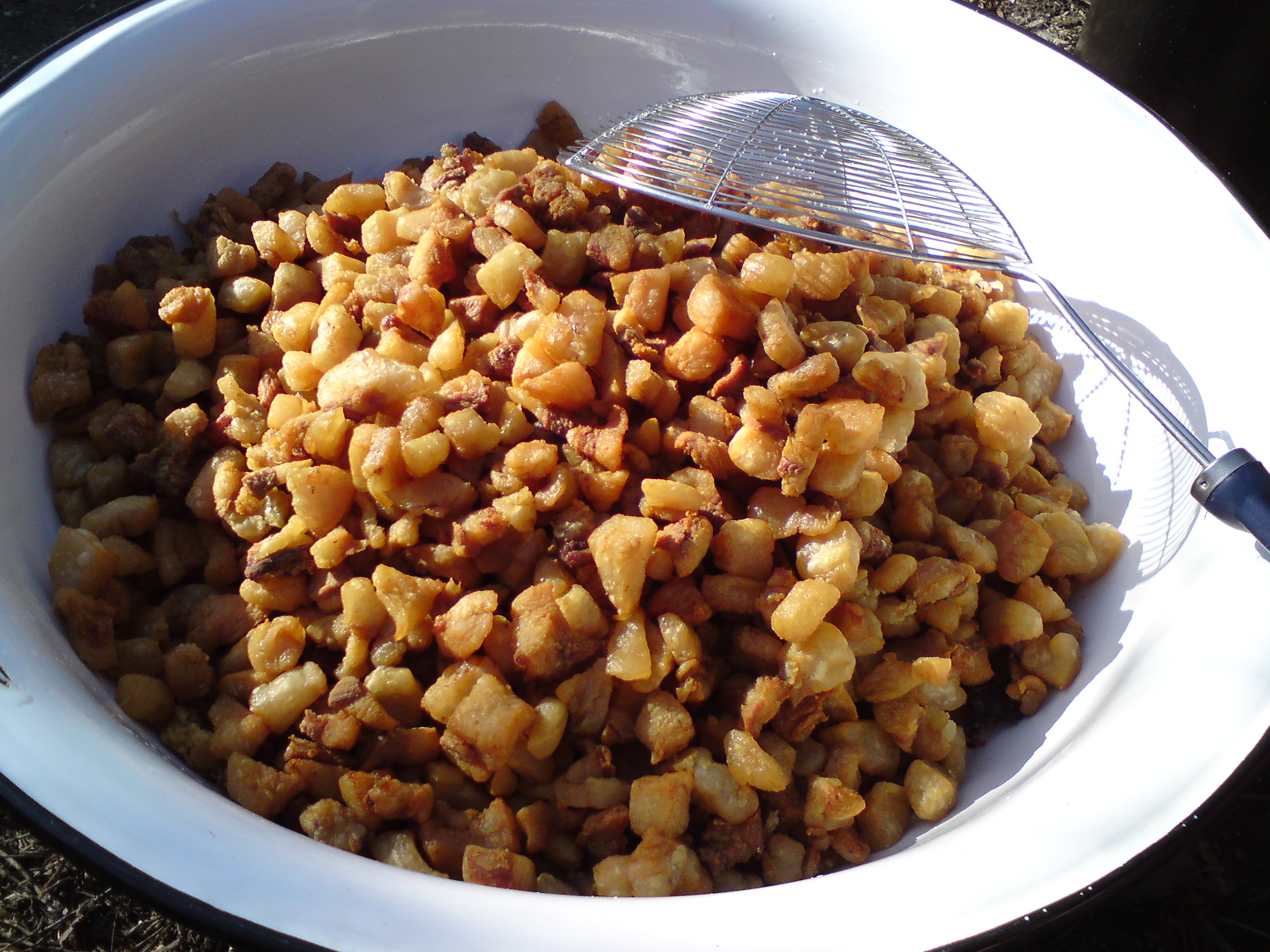
Шкварки по-болгарски

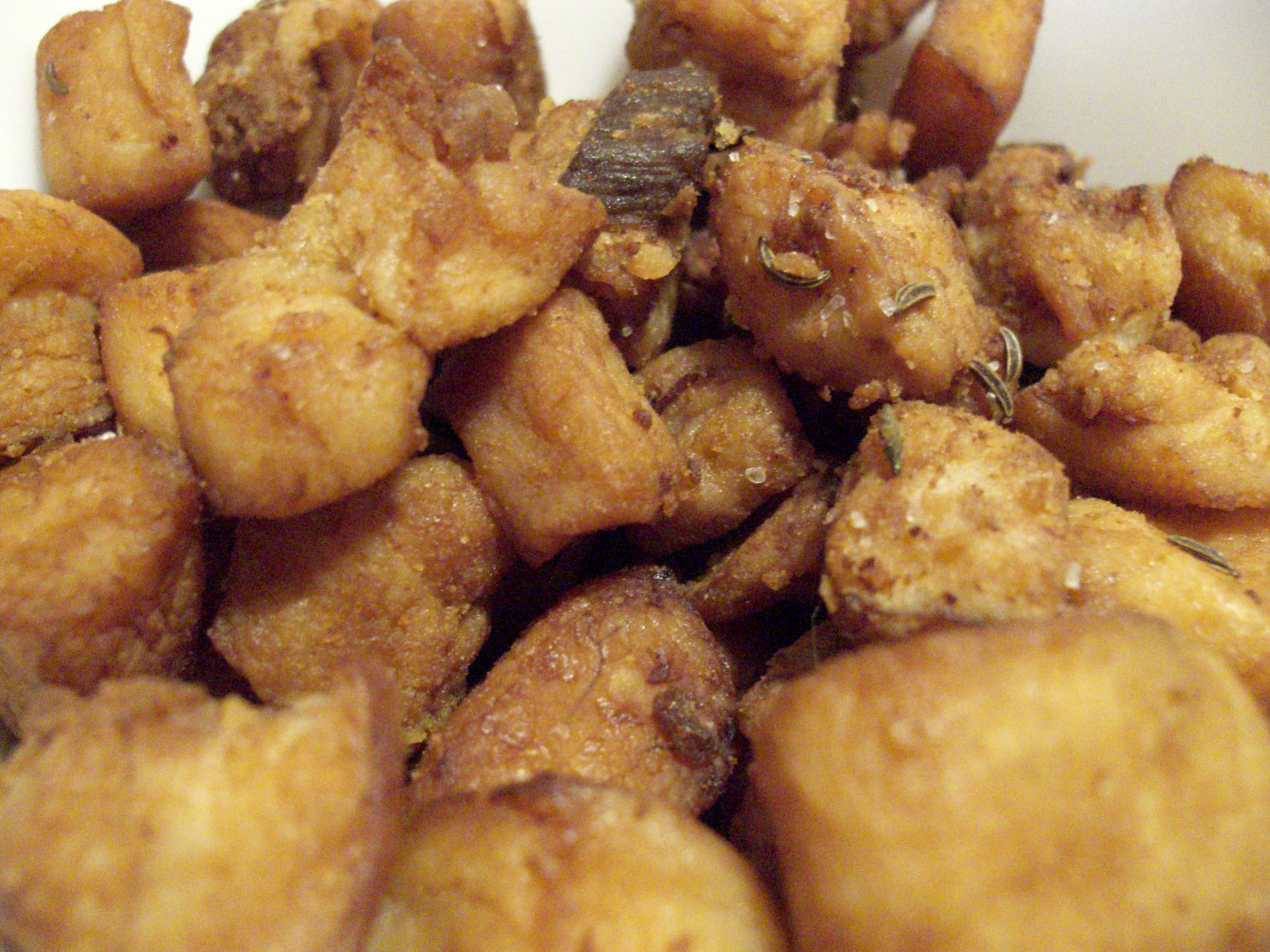
Шкварки с тмином по-чешски

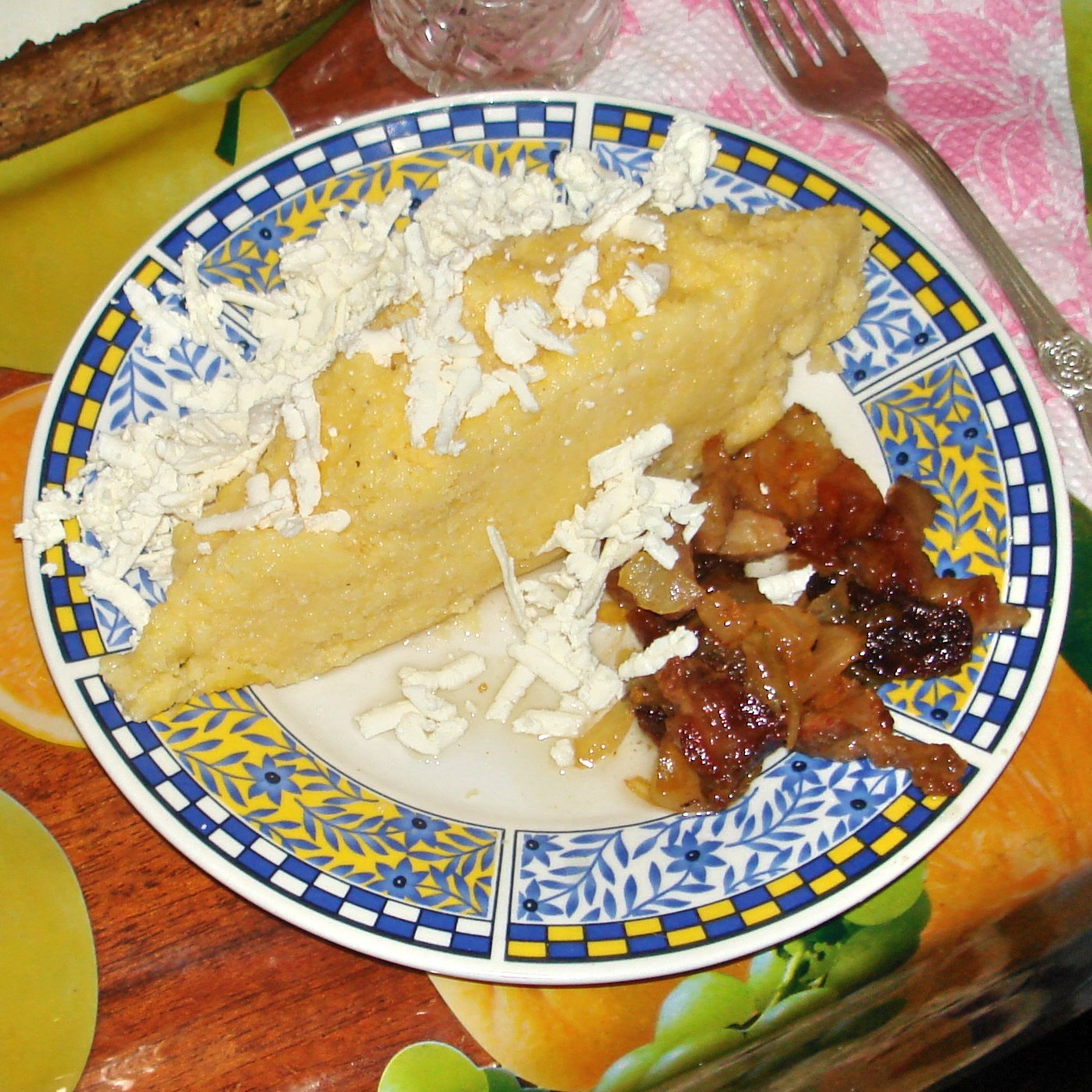
Мамалыга с брынзой и шкварками

Шква́рки — небольшие сильно зажаренные кусочки сала или жирного мяса. Получаются при приготовлении смальца. Готовятся обычно из сала брюшной части свиньи (подчеревок). Шкварками заправляют различные гарниры из картофеля, макарон и др.
Свиные шкварки популярны почти повсеместно в Центральной и Восточной Европе, а также являются классическим ингредиентом (а иногда и отдельным блюдом) в многочисленных рецептах кухни американского Юга (англ. fried fatback, cracklings).
Подаются как добавка к разным блюдам или в качестве основного с каким-либо гарниром. Также со шкварками жарят яичницу, картофель или овощи (например, помидоры). В еврейской кухне вместо свиных используются гусиные шкварки.

## Шкварки в литературе
… Один ты пользуешься богатствами, которые награбил у казаков, так у одного тебя за это и шкварки в пекле вытопят!
— Заглоба — Редзяну в романе Генрика Сенкевича «Потоп» (1886)

— Даже самые простые свиные шкварки можно есть, покуда они тёплые, — заявил тот, которого лечили здесь от застарелого катара желудка. — Когда сало начнет трещать и брызгать, отожми их, посоли, поперчи, и тогда, скажу я вам, никакие гусиные шкварки с ними не сравнятся.
 — Полегче насчет гусиных шкварок, — сказал больной «раком желудка», — нет ничего лучше гусиных шкварок! Ну, куда вы лезете против них со шкварками из свиного сала! Гусиные шкварки, понятное дело, должны жариться до тех пор, пока они не станут золотыми, как это делается у евреев. Они берут жирного гуся, снимают с кожи сало и поджаривают.

— По-моему, вы ошибаетесь по части свиных шкварок, — заметил сосед Швейка. — Я, конечно, говорю о шкварках из домашнего свиного сала. Так они и называются, — домашние шкварки. Они не коричневые, не жёлтые, цвет у них какой-то средний между этими двумя оттенками. Домашние шкварки не должны быть ни слишком мягкими, ни слишком твердыми. Они не должны хрустеть. Хрустят — значит, пережарены. Они должны таять на языке… но при этом вам не должно казаться, что сало течёт по подбородку.
— А кто из вас ел шкварки из конского сала? — раздался чей-то голос…
— Ярослав Гашек «Похождения бравого солдата Швейка» (1921)